# Castrul roman de la Gurghiu
Pe ruinele castrului roman s-a ridicat Cetatea Gurghiului. Unele surse apreciază că numele castrului ar fi Capora.